# Kamiła Kierimbajewa
Kamiła Sapargalijewna Kierimbajewa (ur. 18 czerwca 1995) – kazachska tenisistka, medalistka igrzysk azjatyckich, reprezentantka kraju w Pucharze Federacji.

## Kariera tenisowa
W karierze wygrała dziesięć turniejów singlowych i osiem deblowych rangi ITF. 31 marca 2014 zajmowała najwyższe miejsce w rankingu singlowym WTA Tour – 291. pozycję, natomiast 27 lutego 2017 osiągnęła najwyższą lokatę w deblu – 303. miejsce.
W 2014 roku w Inczonie zdobyła brązowy medal w konkurencji gry drużynowej podczas igrzysk azjatyckich.
25 września 2017 została zawieszona na dwa lata z powodu stosowania dopingu.
W 2015 roku po raz pierwszy reprezentowała kraj w zmaganiach o Puchar Federacji.

## Wygrane turnieje rangi ITF
| turnieje z pulą nagród 100 000 $ |
| turnieje z pulą nagród 80 000 $  |
| turnieje z pulą nagród 60 000 $  |
| turnieje z pulą nagród 25 000 $  |
| turnieje z pulą nagród 15 000 $  |
| turnieje z pulą nagród 10 000 $  |

### Gra pojedyncza
|     | Data       | Turniej        | Naw.          | Przeciwniczka         | Wynik         |
| 1.  | 02/06/2013 | Szarm el-Szejk | Twarda        | Władysława Zanosyenko | 6:2, 6:4      |
| 2.  | 16/11/2013 | Astana         | Twarda (hala) | Albina Khabibulina    | 6:1, 6:3      |
| 3.  | 17/10/2015 | Szymkent       | Ceglana       | Ekaterine Gorgodze    | 6:2, 6:2      |
| 4.  | 15/11/2015 | Szarm el-Szejk | Twarda        | Ana Veselinović       | 3:6, 6:1, 6:2 |
| 5.  | 31/01/2016 | Kair           | Ceglana       | Chantal Škamlová      | 6:4, 4:6, 6:1 |
| 6.  | 23/04/2016 | Szymkent       | Ceglana       | Jekatierina Kazionowa | 6:4, 6:4      |
| 7.  | 12/06/2016 | Baku           | Twarda        | Walerija Zielewa      | 6:3, 6:2      |
| 8.  | 24/09/2016 | Szymkent       | Ceglana       | Darja Krużkowa        | 7:5, 6:3      |
| 9.  | 08/10/2016 | Szymkent       | Ceglana       | Gozal Ajnitdinowa     | 6:0, 6:4      |
| 10. | 15/04/2017 | Szymkent       | Ceglana       | Albina Khabibulina    | 6:4, 6:0      |

### Gra podwójna
|    | Data       | Turniej        | Naw.          | Partnerka           | Przeciwniczki                         | Wynik          |
| 1. | 23/10/2011 | Ałmaty         | Twarda (hala) | Anna Danilina       | Nikola Fraňková Zalina Chajrudinowa   | 6:3, 6:1       |
| 2. | 01/03/2013 | Szymkent       | Twarda (hala) | Yang Yi             | Darja Bierieżna Władysława Zanosyenko | 6:1, 4:6, 10–4 |
| 3. | 30/08/2013 | Mamaja         | Ceglana       | Christina Shakovets | Diana Buzean Inés Ferrer Suárez       | 6:3, 7:5       |
| 4. | 14/02/2015 | Szarm el-Szejk | Twarda        | Aminat Kuszchowa    | Dyana Bohołyj Polina Lejkina          | 6:3, 6:1       |
| 5. | 14/11/2015 | Szarm el-Szejk | Twarda        | Ana Veselinović     | Ana Bianca Mihăilă Hélène Scholsen    | walkower       |
| 6. | 10/06/2016 | Baku           | Twarda        | Stefanie Tan        | Katia Małykowa Anhełyna Szachrajczuk  | 6:2, 6:3       |
| 7. | 07/10/2016 | Szymkent       | Ceglana       | Jana Sizikowa       | Anna Przybyłowa Julyette Steur        | 6:2, 6:3       |
| 8. | 18/02/2017 | Hammamet       | Ceglana       | Vivien Juhászová    | Eleni Kordolemi Swiatłana Pirażenka   | 3:6, 6:4, 10–8 |